# Палауская совка
Палауская совка (лат. Pyrroglaux podargina) — вид птиц из семейства совиных, эндемик Палау. Единственный вид в роде Pyrroglaux.

## Описание
Оперение тёмно-красновато-коричневое с маленькими белыми точками, разбросанными по перьям. Радужная оболочка коричневая или оранжево-жёлтая. Клюв, лапы и пальцы ног — грязно-белые. Достигает размера 22 см.
Живут в лесах и на деревьях, стоящих у лагун, в лощинах и мангровых зарослях. Гнездятся палауские совки в дуплах деревьев, живут группами и отличаются территориальным поведением. Сезон размножения с февраля по март. Кладка состоит из трёх-четырёх яиц размером 34,3 × 31,7 мм. Пары остаются вместе круглый год.
В рацион входят насекомые и другие членистоногие, а также дождевые черви.
МСОП присвоил таксону охранный статус «Виды, вызывающие наименьшие опасения» (LC).